# Tibau do Sul
Tibau do Sul este un oraș în Rio Grande do Norte (RN), Brazilia.